# Kattisavan
Kattisavan is een plaats in de gemeente Lycksele in het landschap Lapland en de provincie Västerbottens län in Zweden. De plaats heeft 59 inwoners (2005) en een oppervlakte van 19 hectare. De plaats ligt aan een spoorweg, de Europese weg 12, het kleine meer Kattisavan en de rivier de Umeälven, ook is er een camping in de plaats te vinden.